# إندوزال (تتاوت)
إندوزال هي إحدى مشيخات المملكة المغربية، تتبع جغرافيا لإقليم تارودانت وإداريًا لتتاوت. يقدر عدد سكانها بـ 9493 نسمة حسب الإحصاء الرسمي للسكان والسكنى لسنة 2004.